# گوربیو
گوربیو (به فرانسوی: Gorbio) یک کمون (فرانسه) در فرانسه است که در canton of Menton-Ouest واقع شده‌است. گوربیو ۷٫۰۲ کیلومتر مربع مساحت دارد ۳۶۰ متر بالاتر از سطح دریا واقع شده‌است.